# Nozomu Kanaguchi
Nozomu Kanaguchi (japanisch 金口 望 Kanaguchi Nozomu; * 8. September 1981 in der Präfektur Kyoto) ist ein ehemaliger japanischer Fußballspieler.

## Karriere
Kanaguchi erlernte das Fußballspielen in der Schulmannschaft der Rakuhoku High School. Seinen ersten Vertrag unterschrieb er 2000 bei den Mito HollyHock. Der Verein spielte in der zweithöchsten Liga des Landes, der J2 League. Für den Verein absolvierte er 25 Spiele. Ende 2002 beendete er seine Karriere als Fußballspieler.